# 쓰쓰고 요시토모
쓰쓰고 요시토모(일본어: 筒香 嘉智, 1991년 11월 26일 ~ )는 일본의 프로 야구 선수이며, 현 피츠버그 파이리츠의 소속 선수(외야수, 내야수)이다.

## 인물

### 프로 입단 전
초등학교 2학년 때 소년 야구팀인 ‘와카야마 뉴메츠’에서 야구를 시작했고 중학교에서는 ‘사카이 빅보이즈’에 소속되면서 4번 타자로 출전하는 등 30개의 홈런을 기록했다. 중학교 3학년 때 전국 대회에서 팀을 8강으로 이끌었다. 팀의 간사이 선발 4번 타자로서 세계 대회에 출전했고 간사이 지역의 강호인 학교로부터 권유가 있었지만 요코하마 고등학교에 진학했다.
요코하마 고등학교에서도 장타력을 가졌다는 평가를 받고 1학년 봄부터 4번 타자로 발탁됐다. 1학년에서의 4번은 기다 쇼이치 이래 두 번째였고 2학년 여름에 있었던 제90회 전국 고등학교 야구 선수권 대회에 출전했다. 첫 상대인 우라와가쿠인 고등학교와의 경기에서 선제 홈런을 쳤으며 준준결승전 상대인 세이코가쿠인 고등학교와의 경기에서는 만루 홈런을 포함한 2타석 연속 홈런을 때려내는 등 한 경기 개인 최다 타이 기록인 8타점을 올렸다. 준결승전에서는 오사카토인 고등학교한테 졌지만, 이 대회에서 타율 5할 2푼 6리, 3홈런, 14타점의 활약으로 팀의 4강 진출에 기여했다. 그 후 허리 통증이 악화되는 바람에 추간판 탈출증이라는 진단을 받고 2개월 정도의 재활훈련을 했다. 한때는 스위치 히터로 전향했지만 좌타자에만 전념했다.
3학년 봄에 있었던 하나마키히가시 고등학교와의 연습 경기에서는 4회 공격 시에 기쿠치 유세이로부터 특대 솔로 홈런(고교 통산 55개째)를 때려냈다. 게다가 며칠 전부터 컨디션이 나빠지면서 당일 아침에도 39도의 고열이 내려가지 않았음에도 불구하고 감독에게 출전을 강행하겠다고 지원했다.
그해 여름에 열린 전국 고등학교 야구 선수권 가나가와 대회에서 7월 26일 준준결승전 상대인 요코하마하야토 고등학교와의 경기에서는 9회초에 팀이 동점을 따라 잡았고 더욱이 주자 2, 3루의 좋은 기회에 타순이 돌아왔지만 1루 땅볼로 동점에서 멈췄다. 그러다가 연장 10회말에 2사에서 자신의 실책으로 9대 10으로 끝내기 패배를 당했다. 그해 대한민국 서울특별시에서 열린 아시아 청소년 야구 선수권 대회의 일본 대표팀 선수로 발탁됐다.
2009년 10월 29일, 프로 야구 드래프트 회의에서는 요코하마 베이스타스로부터 1순위 지명을 받았고 11월 30일에 계약금 9,000만 엔과 연봉 800만 엔(금액은 추정치)으로 계약을 맺었다. 등번호는 55번으로 정해졌다. 처음에는 우투양타로 등록돼 있었지만 좌완 투수를 괴롭히지 않는 타법이라고 판단하여 좌타자로 뛰기로 결심했다.

### 프로 입단 후

#### 2010년
스프링 캠프에서는 2군에서 천천히 키울 방침이었지만 시즌 도중부터 1군에 합류했다. 첫 실전 형식인 홍백전에서는 4번·3루수로서 선발 출전했지만 3타수 무안타에 그쳤다. 고졸 신인이면서도 2군에서는 4번 타자로 기용됐고 8월 22일에 고졸 신인으로서는 오타 다이시(요미우리 자이언츠)의 홈런 기록을 갈아치웠고 9월 12일에는 신인으로서 다케하라 나오타카(지바 롯데 마린스)의 기록을 5년 만에 경신하는 24호 홈런을 날렸다. 최종적으로 26홈런, 88타점을 기록하여 타격 부문 2관왕을 달성했다. 이러한 활약이 인정되면서 코치진으로부터 9월 20일 이후에 다음 시즌 이후의 신인왕 자격을 남긴 범위에서 1군 출전이 유력시 되자, 10월 5일 요미우리와의 경기에서 5번·1루수로서 1군 무대의 데뷔를 이뤘다(결과는 3타석 무안타). 10월 7일 한신 타이거스와의 경기에서 세 번째 타석에 구보타 도모유키로부터 1군 첫 안타가 되는 솔로 홈런을 때려냈다. 12월 2일, 계약 갱신 후에 가진 기자회견에서 다음 시즌부터 등번호를 8번으로 변경하는 것이 발표됐다.

#### 2011년
그해 5월에는 오른쪽 손목의 인대가 끊어지는 부상을 당해 그 부상의 영향으로 3개월 가까이 실전에서 멀어졌지만 최종적으로는 2년 연속 2군에서의 홈런왕을 차지했다. 8월 28일 1군에 승격하면서 주로 클린업 타자로서 한결같이 경기에 출전하게 됐다. 장타력을 발휘하는 한편 삼진도 많아지자, 10월 18일 주니치 드래곤스와의 경기(요코하마 스타디움)에서는 프로 야구 타이 기록인 한 경기 5개 삼진이라는 불명예스런 기록을 남겼다. 이 기록은 센트럴 리그에서 역대 8번째이자 일본 프로 야구 역대 14번째의 기록이다. 그래도 정규 시즌을 통해 40경기에 출전하면서 등번호와 같은 8개의 홈런을 기록해 큰 그릇의 편린을 보였다. 시즌 종료 후인 12월 9일, 등번호를 요미우리에 이적하는 무라타 슈이치가 착용했던 25번으로 변경됐다.

#### 2012년
스프링 캠프 중에 팀 동료인 사토 쇼마로부터 몸에 맞는 볼에 맞아 왼쪽 발목에 골절상을 입으며 시즌 개막은 2군에서 맞이했다. 5월 3일에 1군에 승격하면서 그 날에 열린 도쿄 야쿠르트 스왈로스와의 경기(요코하마 스타디움)에서 3번·3루수로서 선발로 바로 출전했다. 6일에 열린 주니치와의 경기(요코하마 스타디움)에서는 선발 투수 야마모토 마사로부터 자신으로서는 처음으로 2타석 연속 홈런을 우측 스탠드를 향해 때려내면서 일본 프로 야구 역사상 최대 연령차 홈런(26세 차이)을 기록했다. 또한 랜디 루이스가 입단한 이후에는 팀의 사정에 의해서 일시적으로 외야수에도 도전했다. 최종적으로 자신으로서는 첫 두 자릿수 홈런을 기록했지만 2할 1푼 8리(규정 타석을 채운 선수로서는 최하위)의 타율을 남기며 침체에 빠지는 등 다음 시즌의 과제를 안게되는 시즌이 됐다. 11월에는 사무라이 재팬 매치 2012 ‘일본 대표 VS 쿠바 대표’의 일본 대표팀 선수로 발탁됐다.

#### 2013년
3월 10일 히로시마와의 시범 경기(슈난 시 야구장)에서 주루 중에 왼쪽이 발목이 삐는 부상을 당해 교체됐다. 한때는 개막전에 출전하지 못할 것이라는 전망도 있었지만 제때에 맞춰서 ‘6번·3루수’로 자신의 첫 개막전 선발 멤버로 출전했다. 그러나 개막 3연전에서 9타수 무안타라는 부진을 겪었고 나카무라 노리히로에게 3루 포지션을 빼앗기는 등 4월 1일에 등록이 말소됐다. 6월 25일 메이지 진구 야구장에서의 야쿠르트와의 경기에서 1군에 복귀, ‘5번·3루수’로서 선발 출전해 3안타를 때려내는 등의 맹타상을 기록했다. 7월 6일 도쿄 돔에서 열린 요미우리와의 경기에서는 4번 토니 블랑코와 5번 쓰쓰고가 사와무라 히로카즈로부터 백투백 홈런을 기록했다. 그러나 1루수에 블랑코, 3루수에는 나카무라가 정착해 있기 때문에 출전 기회가 줄어들면서 양 선수의 대수비 요원으로서의 기용이나 대타 기용, 또는 3루와 1루가 아닌 익숙하지 않은 좌익수로서의 선발 기용이 많았다.
8월 2일에 2군으로 내려가면서 그 후에는 시즌 종료 때까지 1군에 복귀하는 일은 없었고 타율은 2할 1푼 6리, 홈런은 앞에서 말한 사와무라로부터의 1개 뿐이었다. 또한 타점은 3타점에 불과할 정도의 저조한 성적을 남기며 시즌을 마감했다.

#### 2014년
작년 시즌 종료 후 주전 3루수로서 오릭스 버펄로스에서 자유 계약 선수가 된 아롬 발디리스를 영입했기 때문에 감독인 나카하타 기요시의 의향에 따라 정식으로 좌익수로 변경됐다. 시범 경기에서는 타율 3할 6푼의 호조를 보였고 3월 28일 야쿠르트와의 개막전(메이지 진구 야구장)에서는 ‘5번·좌익수’로서 2년 연속 개막전 선발 멤버로 발탁됐다. 시즌 개막 직후에는 8경기에서 타율 1할 6푼 1리, 홈런을 단 한 개도 기록하지 못할 정도로 고전했고 4월 9일에는 선발에서 제외되는 경험도 맛보았지만 이틀 후인 야쿠르트와의 경기(4차전)에서 때린 멀티 히트를 시작으로 안타를 기록했다. 결과적으로 3월과 4월의 월간 타율이 정확하게 3할을 기록할 정도의 회복세를 보였다. 그 후에는 4월 중순부터 리그 1위인 득점권 타율을 계속 올렸다는 평가를 받아 블랑코의 부진이나 나카무라 노리히로의 징벌성 2군 강등에 의해서 결정력을 잃은 타선의 구멍을 메우는 형태로 4번 타자로 출전하는 경기가 많아졌다.
6월 17일에는 오른쪽 대퇴부의 통증으로 일시적으로 2군에 내려갔지만 최단 시일에 1군으로 복귀, 7월 12일 야쿠르트와의 경기(10차전)에서는 개인 최다 기록이 되는 11호 홈런을 날렸다. 그러나 8월 13일 주니치 드래곤스와의 15차전(나고야 돔)에서 1회말, 주니치의 타자 오시마 요헤이의 타구를 쫓아 중견수인 가지타니 다카유키와 충돌해 땅에 머리를 부딪혀 그대로 떨어지는 등 스스로 일어나지 못하고 그라운드에 들어온 구급차에 실려서 병원에 이송됐다. 쓰쓰고를 대신할 좌익수 자리에 이데 쇼타로가 들어와서 경기는 재개됐다.

## 플레이 스타일

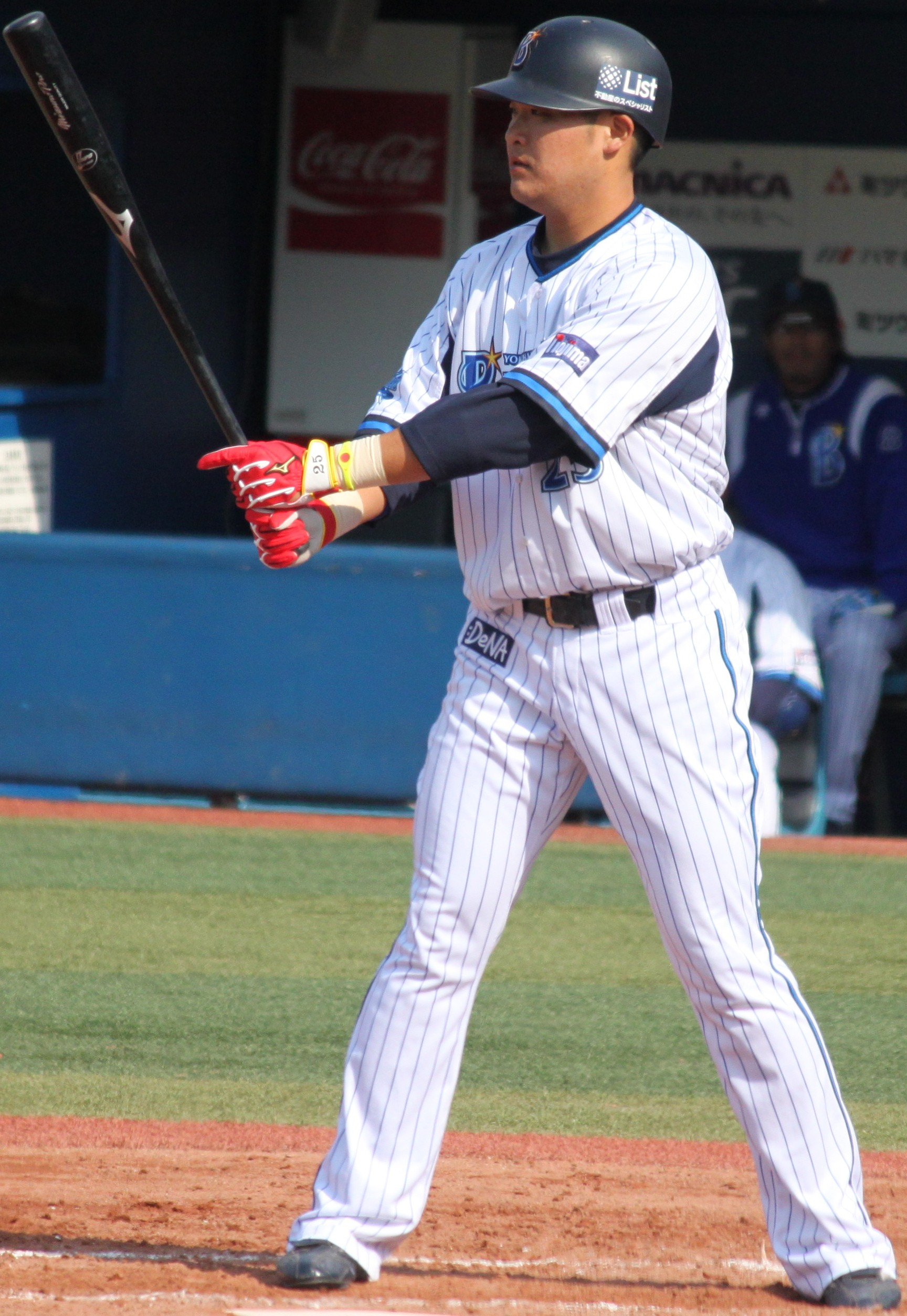
타석에서의 쓰쓰고(2014년 3월 9일, 요코하마 스타디움)

- 요코하마 고등학교의 오구라 기요이치로 부장으로부터 ‘내가 보아온 20년간 최고’라는 호평을 받았다.[5] 초고교급 내야수로서 ‘하마의 고질라’(ハマのゴジラ)로서 주목을 받았다.[6]
- 2012년부터 지휘를 맡은 나카하타 기요시도 “부임 첫 해에 연습을 보았지만 대단한 선수가 들어왔다”, “나는 요미우리의 코치 시절에 마쓰이 히데키를 지도했지만 닮은 구석이 있다”고 쓰쓰고에 대한 기대를 보였다.[7]

## 에피소드
- 요코하마 고등학교 3학년 때인 제8회 AAA 아시아 청소년 야구 선수권 대회에서의 인터뷰에서 “장래에 일장기를 짊어지는 것은 꿈이라기 보다 목표입니다”라고 말했다.[8]
- 드래프트 지명을 앞둔 며칠 전에 받은 취재에서 언론에 “장래에는 마쓰자카와 같이 메이저 리그에서 활약하는 선수가 되는 것이 자신의 최대의 목표이므로 역시 거기서 승부하고 싶다는 기분은 있다”라고 말했다.[9]
- 가족은 부모와 10살 위로 요코하마에서 교사로 재직하고 있는 형과 쌍둥이 누나가 있다.
- 2008년 MBC 특집 다큐 가까운 야구, 먼 일본에서 당시 고등학교 2학년 야구부 주장이었던 시절 MBC에서 인터뷰를 한 적이 있었다.

## 상세 정보

### 출신 학교
- 요코하마 고등학교

### 선수 경력
프로팀 경력
- 요코하마 베이스타스·요코하마 DeNA 베이스타스(2010년 ~ 2019년)
- 탬파베이 레이스(2020년 ~ )

국가 대표 경력
- 2015년 WBSC 프리미어 12 일본 국가대표

### 수상·타이틀 경력

#### 타이틀
- 홈런왕 : 1회(2016년)
- 타점왕 : 1회(2016년)

#### 수상
- 베스트 나인 : 3회(2015년 ~ 2017년)
- 월간 MVP : 3회(2015년 5월, 2016년 7월, 2017년 8월)
- 올스타전 MVP : 1회(2016년 1차전)
- 올스타전 감투 선수상 : 1회(2016년 2차전, 2017년 1차전, 2018년 1차전)

### 개인 기록

#### 첫 기록
- 첫 출장·첫 선발 출장 : 2010년 10월 5일, 대 요미우리 자이언츠 24차전(요코하마 스타디움), 5번·1루수로서 선발 출장
- 첫 타석 : 상동, 2회말에 아사이 히데키로부터 중견수 뜬공
- 첫 안타·첫 홈런·첫 타점: 2010년 10월 7일, 대 한신 타이거스 24차전(요코하마 스타디움), 7회말에 구보타 도모유키로부터 우중간에 솔로 홈런
- 첫 도루 : 2011년 10월 13일, 대 한신 타이거스 21차전(요코하마 스타디움), 1회말에 2루 안착(투수 : 고지마 다쓰야, 포수 : 고미야마 신지) ※2루 주자인 아라나미 쇼와 더블 스틸
- 첫 끝내기 안타 : 2012년 8월 25일, 대 요미우리 자이언츠 15차전(요코하마 스타디움), 10회말에 다카기 야스나리로부터 오른쪽 추월 2루타

#### 기록 달성 경력
- 통산 100홈런 : 2016년 8월 5일, 대 주니치 드래곤스 18차전(요코하마 스타디움), 9회말에 다지마 신지로부터 좌월 솔로 홈런 ※역대 278번째, DeNA 구단 사상 최연소가 되는 24세 8개월에서의 기록 달성

#### 기타
- 한 경기 5삼진 : 2011년 10월 18일, 대 주니치 드래곤스 24차전(요코하마 스타디움) ※역대 14번째(센트럴 리그에서는 8번째)
- 3경기 연속 멀티 홈런 : 2016년 7월 19일 ~ 22일 ※사상 최초
- 월간 멀티 홈런 : 6차례(2016년 7월) ※사상 최초
- 올스타전 출장 : 4회(2015년 ~ 2018년)

### 등번호
- 55(2010년)
- 8(2011년)
- 25(2012년 ~ )

### 연도별 타격 성적
| 연 도      | 소 속         | 경 기 | 타 석 | 타 수 | 득 점 | 안 타 | 2 루 타 | 3 루 타 | 홈 런 | 루 타 | 타 점 | 도 루 | 도 루 자 | 희 생 번 | 희 생 플 | 볼 넷 | 고 4 | 사 구 | 삼 진 | 병 살 타 | 타 율 | 출 루 율 | 장 타 율 | O P S |
| ---------- | ------------- | ----- | ----- | ----- | ----- | ----- | ------- | ------- | ----- | ----- | ----- | ----- | -------- | -------- | -------- | ----- | ---- | ----- | ----- | -------- | ----- | -------- | -------- | ----- |
| 2010년     | 요코하마 DeNA | 3     | 10    | 7     | 1     | 1     | 0       | 0       | 1     | 4     | 1     | 0     | 0        | 0        | 0        | 2     | 0    | 1     | 1     | 0        | .143  | .400     | .571     | .971  |
| 2011년     | 요코하마 DeNA | 40    | 160   | 145   | 16    | 35    | 10      | 0       | 8     | 69    | 22    | 1     | 0        | 0        | 1        | 13    | 0    | 1     | 51    | 4        | .241  | .306     | .476     | .782  |
| 2012년     | 요코하마 DeNA | 108   | 446   | 386   | 31    | 84    | 16      | 3       | 10    | 136   | 45    | 1     | 2        | 2        | 5        | 51    | 1    | 2     | 102   | 4        | .218  | .309     | .352     | .661  |
| 2013년     | 요코하마 DeNA | 23    | 56    | 51    | 5     | 11    | 1       | 0       | 1     | 15    | 3     | 0     | 0        | 0        | 0        | 3     | 0    | 2     | 13    | 2        | .216  | .286     | .294     | .580  |
| 2014년     | 요코하마 DeNA | 111   | 461   | 410   | 58    | 123   | 24      | 2       | 22    | 217   | 77    | 2     | 1        | 0        | 2        | 47    | 6    | 2     | 100   | 7        | .300  | .373     | .529     | .902  |
| 2015년     | 요코하마 DeNA | 138   | 568   | 496   | 79    | 157   | 28      | 1       | 24    | 259   | 93    | 0     | 0        | 0        | 2        | 68    | 0    | 2     | 98    | 5        | .317  | .400     | .522     | .922  |
| 2016년     | 요코하마 DeNA | 133   | 561   | 469   | 89    | 151   | 28      | 4       | 44    | 319   | 110   | 0     | 0        | 0        | 2        | 87    | 1    | 3     | 105   | 6        | .322  | .430     | .680     | 1.110 |
| 2017년     | 요코하마 DeNA | 139   | 601   | 503   | 85    | 143   | 31      | 0       | 28    | 258   | 94    | 1     | 0        | 0        | 3        | 93    | 3    | 2     | 115   | 7        | .284  | .396     | .513     | .909  |
| 2018년     | 요코하마 DeNA | 139   | 580   | 495   | 77    | 146   | 33      | 1       | 38    | 295   | 89    | 0     | 0        | 0        | 3        | 80    | 7    | 2     | 107   | 10       | .295  | .393     | .596     | .989  |
| 통산 : 9년 | 통산 : 9년    | 837   | 3443  | 2962  | 441   | 851   | 171     | 11      | 176   | 1572  | 534   | 5     | 4        | 2        | 18       | 444   | 18   | 17    | 692   | 45       | .287  | .381     | .531     | .912  |

- 2018년 시즌 종료 기준
- 굵은 글씨는 시즌 최고 성적.
- 요코하마(요코하마 베이스타스)는 2012년에 DeNA(요코하마 DeNA 베이스타스)로 구단명을 변경

### 연도별 수비 성적
| 연도       | 소속          | 1루  | 1루  | 1루  | 1루  | 1루  | 1루    | 3루  | 3루  | 3루  | 3루  | 3루  | 3루    | 외야 | 외야 | 외야 | 외야 | 외야 | 외야   |
| 연도       | 소속          | 경기 | 척살 | 보살 | 실책 | 병살 | 수비율 | 경기 | 척살 | 보살 | 실책 | 병살 | 수비율 | 경기 | 척살 | 보살 | 실책 | 병살 | 수비율 |
| ---------- | ------------- | ---- | ---- | ---- | ---- | ---- | ------ | ---- | ---- | ---- | ---- | ---- | ------ | ---- | ---- | ---- | ---- | ---- | ------ |
| 2010       | 요코하마 DeNA | 3    | 21   | 4    | 0    | 3    | 1.000  | -    | -    | -    | -    | -    | -      | -    | -    | -    | -    | -    | -      |
| 2011       | 요코하마 DeNA | 40   | 336  | 12   | 4    | 28   | .989   | -    | -    | -    | -    | -    | -      | -    | -    | -    | -    | -    | -      |
| 2012       | 요코하마 DeNA | 19   | 94   | 7    | 0    | 9    | 1.000  | 92   | 45   | 148  | 6    | 8    | .970   | 12   | 15   | 0    | 1    | 0    | .938   |
| 2013       | 요코하마 DeNA | 4    | 6    | 0    | 1    | 1    | .857   | 9    | 4    | 11   | 0    | 2    | 1.000  | 7    | 7    | 0    | 0    | 0    | 1.000  |
| 2014       | 요코하마 DeNA | 11   | 80   | 4    | 1    | 8    | .988   | 7    | 1    | 7    | 0    | 0    | 1.000  | 101  | 162  | 3    | 6    | 0    | .965   |
| 2015       | 요코하마 DeNA | -    | -    | -    | -    | -    | -      | -    | -    | -    | -    | -    | -      | 128  | 185  | 10   | 0    | 2    | 1.000  |
| 2016       | 요코하마 DeNA | -    | -    | -    | -    | -    | -      | -    | -    | -    | -    | -    | -      | 128  | 198  | 3    | 2    | 0    | .990   |
| 2017       | 요코하마 DeNA | -    | -    | -    | -    | -    | -      | -    | -    | -    | -    | -    | -      | 136  | 199  | 6    | 1    | 2    | .995   |
| 2018       | 요코하마 DeNA | -    | -    | -    | -    | -    | -      | -    | -    | -    | -    | -    | -      | 132  | 187  | 5    | 3    | 0    | .985   |
| 통산 : 9년 | 통산 : 9년    | 77   | 537  | 27   | 6    | 49   | .989   | 108  | 50   | 166  | 6    | 10   | .973   | 644  | 953  | 27   | 13   | 4    | .987   |

- 2018년 시즌 종료 기준
- 굵은 글씨는 시즌 최고 성적.